# Goryeo-Dynastie
Die Goryeo-Dynastie (koreanisch 고려왕조), in der Literatur auch unter Koryŏ-Dynastie zu finden, war ein Herrschergeschlecht, das mit der Gründung von Goryeo im Jahr 918 bis zu seinem Zerfall und der Gründung des Joseon-Reiches im Jahr 1392 über mehr als 470 Jahre auf der Koreanischen Halbinsel regierte.

## Aufstieg zum Herrschergeschlecht
Als das Silla-Reich zerfiel und sich das Spätere Baekje-Reich und das Spätere Goguryeo-Reich durch Unruhen und Machtkämpfe abspaltete, war es der Klan-Chef Wang Geon (왕건), der unter dem damaligen König des Späteren Goguryeo, Gungye (궁예), seinen militärischen Aufstieg erfuhr und 918 König Gungye entmachtete, der anschließend auf seiner Flucht getötet wurde.
Beginnend in den 980er Jahren begann in Silla ein Verfall der königlichen Machtstellung. Es kam zu einem Konflikt zwischen dem vormalig sillatreuen Militär Gyeon Hwon, der die Hauptstadt Sillas einnahm, und seinem Gegenspieler Kim Gungye. Letzterer wurde von seinem Anhänger Wang Geon entmachtet, welcher zuvor in dessen Diensten gegen lokale Kriegsherren gekämpft hatte. Gemäß der Überlieferung aus der Goryeo-Dynastie hegte Wang zunächst eine Reservanz gegenüber der Entmachtung Kims, welcher gemäß dieser Überlieferung eine vermehrt grausame Herrschaftsweise an den Tag gelegt hatte. Wahrscheinlicher ist aber, dass Wang die Entmachtung Kims selbst vorangetrieben hat.
Wang Geon machte sich selbst zum Herrscher des abgespalteten Reiches, das er unter Anlehnung des früheren, großen und mächtigen Goguryeo-Reiches, Goryeo nannte und seine Heimatstadt Songak (송악), dem späteren Kaesŏng (개성), zur Hauptstadt des Reiches machte. Er führte siegreiche Feldzüge gegen die Restreiche des ehemaligen Silla und Baekje und führte sie unter dem Namen von Goryeo im Jahr 936 zusammen. Der letzte König des Reiches Silla dankte im Jahre 935 ab.  Um die lokalen Herren in sein Reich zu integrieren, knüpfte Wang ein Netzwerk aus Heiratsallianzen, welches in späteren Zeiten ausgebaut wurde. So heiratete er die Töchter von 29 lokalen Herrschern.
Wang Geon herrschte in Goryeo bis zu seinem Tod im Jahr 943 und wurde posthum mit dem Namen Taejo 태조 geehrt, der übersetzt so viel wie „Großer Gründer“ bedeutet, eine Bezeichnung, die ihm für seine Verdienste um die politische Wiedervereinigung der Koreanischen Halbinsel zuteilwurde. Ihm folgten insgesamt 33 weitere Herrscher aus seiner familiären Linie, bis zuletzt König Gongyang Wang (공양왕) 1392 die Macht an Yi Seong-gye (이성계) abgeben musste, der mit dem Königreich Joseon (조선) die Joseon-Dynastie (조선 왕조) gründete und ebenfalls posthum den Titel Taejo bekam.

## Liste der Herrscher der Goryeo-Dynastie
| #  | Herrschername   | kor.   | Geburtsname   | kor.   | Lebenszeit | Regierungszeit      | Bemerkung |
| -- | --------------- | ------ | ------------- | ------ | ---------- | ------------------- | --- |
| 1  | Taejo           | 태조   | Wang Geon     | 왕건   | 877–943    | 918–943             | Gründer der Goryeo-Dynastie und des Goryeo-Reiches |
| 2  | Hyejong         | 혜종   | Wang Mu       | 왕무   | 912–945    | 943–945             | erster Sohn von König Taejo, widerstand der Rebellion durch Wang Gyu |
| 3  | Jeongjong       | 정종   | Wang Yo       | 왕요   | 923–949    | 945–949             | dritter Sohn von König Taejo, versuchte ergebnislos die Hauptstadt des Reiches nach Pjöngjang zu verlegen                                                                                       |
| 4  | Gwangjong       | 광종   | Wang So       | 왕소   | 925–975    | 949–975             | vierter Sohn von König Taejo, stärkte das Militär des Reiches |
| 5  | Gyeongjong      | 경종   | Wang Yu       | 왕유   | 955–981    | 975–981             | erster Sohn von König Gwangjong, Lebemann, der die Staatsgeschäfte vernachlässigte |
| 6  | Seongjong       | 성종   | Wang Chi      | 왕치   | 960–997    | 981–997             | Sohn von Dejeong, dem 7. Sohn von König Taejo, investiert in Bildung und schuf die erste nationale Universität des Landes                                                                       |
| 7  | Mokjong         | 목종   | Wang Song     | 왕송   | 980–1009   | 997–1009            | erster Sohn von König Gyeongjong, organisierte das Rankingsystem für Staatsbedienstete neu und führe eine Landreform durch                                                                      |
| 8  | Hyeonjong       | 현종   | Wang Gu       | 왕구   | 991–1031   | 1009–1031           | Sohn von Anjong, dem fünften Sohn König Taejos, kam durch eine Verschwörung gegen König Mokjong an die Macht, gab die Tripitaka Koreana in Auftrag                                              |
| 9  | Deokjong        | 덕종   | Wang Heum     | 왕흠   | 1016–1034  | 1031–1034           | erster Sohn von König Hyeonjong, gab den Cheolli Jangseong (Verteidigungswall) gegen die Khitan der Liao-Dynastie in Auftrag                                                                    |
| 10 | Jeongjong       | 정종   | Wang Hyeong   | 왕형   | 1018–1046  | 1034–1046           | zweiter Sohn von König Hyeonjong, ließ den Cheolli Jangseong fertigstellen und baute die nördliche Verteidigungslinie gegen die Khitan aus                                                      |
| 11 | Munjong         | 문종   | Wang Hwi      | 왕휘   | 1019–1083  | 1046–1083           | dritter Sohn von König Hyeonjong, Meister der Kalligrafie, förderte den Handel und kulturellen Austausch mit den Nachbarreichen                                                                 |
| 12 | Sunjong         | 순종   | Wang Hun      | 왕훈   | 1047–1083  | 1083                | erster Sohn von König Munjong, verstarb nach nur drei Monaten Amtszeit |
| 13 | Seonjong        | 선종   | Wang Un       | 왕운   | 1049–1094  | 1083–1094           | zweiter Sohn von König Munjong, Tripitaka Koreana wurde fertig gestellt, Förderer des Buddhismus                                                                                                |
| 14 | Heonjong        | 헌종   | Wang Uk       | 왕욱   | 1084–1097  | 1094–1095           | erster Sohn von König Seonjong, wurde wegen seiner Krankheit durch seinen Onkel Wang Ong abgelöst                                                                                               |
| 15 | Sukjong         | 숙종   | Wang Ong      | 왕옹   | 1054–1105  | 1095–1105           | dritter Sohn von König Munjong, war an Literatur interessiert und ließ die 996 eingeführten Geldmünzen in Kupfer prägen; stärkte durch Reorganisation das Militär                               |
| 16 | Yejong          | 예종   | Wang O        | 왕오   | 1079–1122  | 1105–1122           | erster Sohn von König Sukjong, setzte sich für die Philosophie des Daoismus und Bildung ein |
| 17 | Injong          | 인종   | Wang Hae      | 왕해   | 1109–1146  | 1122–1146           | erster Sohn von König Yejong, musste sich der Rebellion, angeführt von Kim Bu-sik, erwehren |
| 18 | Uijong          | 의종   | Wang Hyeon    | 왕현   | 1127–1173  | 1146–1170           | erster Sohn von König Injong, führte einen ausschweifenden Lebensstil und verachtete das Militär; das Militär übernahm die Macht und setzte Uijong ab                                           |
| 19 | Myeongjong      | 명종   | Wang Ho       | 왕호   | 1131–1202  | 1170–1197           | dritter Sohn von König Injong, wurde vom Militär als Repräsentationsfigur benutzt und später von General Choe Chung-heon abgesetzt                                                              |
| 20 | Sinjong         | 신종   | Wang Min      | 왕민   | 1144–1204  | 1197–1204           | fünfter Sohn von König Injong, auch er hatte nur repräsentative Aufgaben, die Macht hatte das Militär                                                                                           |
| 21 | Huijong         | 희종   | Wang Yeong    | 왕영   | 1181–1237  | 1204–1211           | erster Sohn von König Sinjong |
| 22 | Gangjong        | 강종   | Wang O        | 왕오   | 1152–1213  | 1211–1213           | erster Sohn von König Myeongjong |
| 23 | Gojong          | 고종   | Wang Cheol    | 왕철   | 1192–1259  | 1213–1259           | erster Sohn von König Gangjong |
| 24 | Wonjong         | 원종   | Wang Jeong    | 왕정   | 1219–1274  | 1259–1274           | erster Sohn von König Gojong |
| 25 | Chungnyeol Wang | 충렬왕 | Wang Geo      | 왕거   | 1236–1308  | 1274–1308           | erster Sohn von König Wonjong, Beginn der Kontrolle ders Yuan-Dynastie über Goryeo, kenntlich an dem Präfix "chung" der Königsnamen                                                             |
| 26 | Chungseon Wang  | 충선왕 | Wang Jang     | 왕장   | 1275–1325  | 1308–1313           | erster Sohn von König Chungnyeol Wang |
| 27 | Chungsuk Wang   | 충숙왕 | Wang Do       | 왕도   | 1294–1339  | 1313–1330 1332–1339 | zweiter Sohn von König Chungseon Wang |
| 28 | Chunghye Wang   | 충혜왕 | Wang Jeong    | 왕정   | 1315–1344  | 1330–1332 1339–1344 | erster Sohn von König Chungsuk Wang |
| 29 | Chungmok Wang   | 충목왕 | Wang Heun     | 왕흔   | 1337–1348  | 1344–1348           | erster Sohn von König Chunghye Wang |
| 30 | Chungjeong Wang | 충정왕 | Wang Jeo      | 왕저   | 1337–1352  | 1348–1351           | zweiter Sohn von König Chunghye Wang |
| 31 | Gongmin Wang    | 공민왕 | Wang Jeon     | 왕전   | 1330–1374  | 1351–1374           | zweiter Sohn von König Chungsuk Wang, löste Goryeo aus der Abhängigkeit von der Yuan-Dynastie, führte Reformen durch zur Wiederherstellung des Buddhismus und eine Land- und Grundbesitzreform. |
| 32 | U Wang          | 우왕   | Wang U        | 왕우   | 1365–1389  | 1374–1388           | einziger Sohn von König Gongmin Wang |
| 33 | Chang Wang      | 창왕   | Wang Chang    | 왕창   | 1380–1389  | 1388–1389           | zusammen mit seinem 1388 abgesetzten Vater 1389 ermordet |
| 34 | Gongyang Wang   | 공양왕 | Wang Gongyang | 왕공양 | 1349–1394  | 1389–1392           | abgesetzt von Taejo, dem Begründer der Joseon-Dynastie |

Quellen: Han, A Review of Korean History, 2010; Lee, A New History of Korea, 1984; 신재홍, 한국의 역사, 2000